# Tourbillon atomique

Le tourbillon atomique.

Le tourbillon atomique est un symbole de la science, devenu aux États-Unis un symbole de l'athéisme.
Le tourbillon atomique est basé sur le modèle atomique Rutherford, qui en 1911 montrait les trajectoires orbitales des électrons autour du noyau central, à la manière du système solaire. En réalité, les électrons suivent un comportement ondulatoire probabiliste (orbitales atomiques).

## Utilisation

Symbole des athées américains.

Le symbole est utilisé par Commission de l'énergie atomique des États-Unis et l'Agence internationale de l'énergie atomique, ainsi que d'autres marques, comme la lessive Ariel.
L'organisation American Atheists utilise une version du logo avec une orbite tronqué pour faire apparaître un A majuscule, avec un A au centre. Ce symbole est l'un des « emblèmes de croyance » autorisés que le département des Anciens Combattants des États-Unis autorise sur les pierres tombales payées par le Gouvernement fédéral.